# Jeff Sarwer
Jeff Sarwer, född 14 maj 1978, är en kanadensisk-finsk schackspelare. Hans schackkarriär och hans familjs okonventionella livsstil blev föremål för många artiklar och TV-program.
Sarwers aggressiva spelstil jämfördes ofta med Bobby Fischers. Ett schackdrag som en annan ung schackspelare, Joshua Waitzkin, gjorde mot honom inspirerade även till nyckelscenen i filmen Oskyldiga drag (eng.  Searching for Bobby Fischer).
1986 representerade Sarwer Kanada och vann världsmästerskapet i schack för ungdomar under 10 år i Puerto Rico.

## Biografi
Sarwer är son till en finsk mamma och en kanadensisk pappa och föddes Sarwer i Kingston, Ontario. Vid 4 års ålder lärde han sig reglerna för schack från sin 6-åriga syster Julia och började spela på Manhattan Chess Club, som vid den tiden var en av världens mest prestigefyllda schackklubbar. Chef för klubben var Bruce Pandolfini, som blev så imponerad av syskonparet att han gav dem ett gratis medlemskap på livstid, vilket vanligtvis endast ges till stormästare.
Varje år på Kanadadagen brukade Sarwer, från 7 års ålder, underhålla stora folkmassor genom att spela simultanschack med 40 personer samtidigt på Parliament Hill i Ottawa.
När Sarwer var 7 år gammal uppmärksammades hans talang för spelet av stormästaren Edmar Mednis som uppmanade honom att analysera VM-matchen 1986 mellan Kasparov-Karpov på PBS. Sarwer och hans syster Julia (som vunnit VM för flickor under 10 år) analyserade även returmatchen 1987 och därefter blev Jeff och Julia välkända mediepersonligheter. Syskonen gästade olika talkshows och de blev dessutom föremål för en dokumentär. 
Magasin som GQ och Sports Illustrated skrev artiklar om Sarwer och hans familj, ofta med fokus på deras bisarra livsstil och ett ifrågasättande av den unge Jeffs trygghet och schackkarriär under hans fars vingar.
Fadern tog familjen och flyttade från New York. Ett reportage av John Colapinto i magasinet Vanity Fair berättade om barnmisshandel av Jeff och Julia. 
1993 släpptes filmen Oskyldiga drag (eng. Searching for Bobby Fischer) och Jeff Sarwer porträtterades som "Jonathan Poe". 
I september 2007 var Sarwer tillbaka på schackscenen, till synes otränad gick han in i en 30-minuters semiblixtschack-turnering i Ordensborgen Malbork i Polen. Sarwer slutade på en tredje plats med en poäng på 7/9 i en grupp på 86 spelare, inklusive fyra stormästare. Eftersom han inte hade någon aktiv schackrating fick han en preliminär Elo-rating på 2250 FIDE men tycktes prestera över den nivån. 
Sommaren 2015 deltog Sarwer i VI Shakkinet-turneringen i Finland. Han fick poängen 5/9, vilket var tillräckligt för IM-normen.

## Poker
Sedan december 2008 har Sarwer spelat European Poker Tour. Han har tagit sig till två finalbord och tjänat cirka 500 000 dollar. I februari 2010 hade magasinet Bluff Europe en specialartikel om Sarwer och hans pokerkarriär. Han representeras av spelaragenturen Poker Icons.